# Csontos István (író)
Csontos István (Szentes, 1787. november 10. – Kassa, 1831.) hivatalnok, író.

## Élete
Csontos Mihály és Dezső Erzsébet nemes szülők fia,. Iskoláinak bevégezte után katona lett és az 1807–1808. felkelő seregben szolgált. Galíciai időzése alatt mint őrmester megismerkedett Grodkovszky száműzött lengyel ezredes Mária leányával, kit később nőül vett. Atyja kérelmére 1808. január 9. elbocsátották a katonaságtól és 1809. július 19. a csongrád megyei szabad lovas sereg alhadnagya lett. 1815. december 15. ugyanazon megyében tiszteletbeli esküdtnek neveztetett ki. Kolerában halt meg Kassán, hova gyermekei neveltetése végett költözött. Fáy István gróffal, ki pártfogója volt, barátságban és levelezésben állt.

## Munkái
1. Aranyosy vagy az árvák pártfogója. Eredeti érzékeny játék 5 felv. Kassa, 1827.
2. Kiki a maga szerencséjének kovácsa. Rövid erkölcsi értekezés. Uo. 1830.
3. Szép-nem ügyvédje, az aszszonyi becset sértegető vád-okok ellen. Uo. 1830. Online
4. Az emberi szokás erejéről, A tudományok eredetéről, A bölcsességről a Felső Magyarországi Minervában (1826. III. IV. 1827. I.) jelentek meg.

Kéziratait az Országos Széchényi Könyvtár őrzi.